# Webster (village, New York)
Pour la ville de l'État de New York, voir Webster (New York).
Pour les articles homonymes, voir Webster.
Webster est un village du comté de Monroe, dans l'État de New York, aux États-Unis,. En 2010, il comptait une population de 5 399 habitants.

## Démographie
Lors du recensement de 2010, le village comptait une population de 5 399 habitants. Elle est estimée, en 2019, à 5 667 habitants.